# Зимня Валентина Іванівна
Валенти́на Іва́нівна Зи́мня (14 січня 1928, село Вишнівчик, нині Кам'янець-Подільського району Хмельницької області — 18 липня 2019, Київ, Україна) — українська акторка, театральна педагогиня. Народна артистка України (1998). Професор кафедри Київського національного університету театру, кіно і телебачення імені І. К. Карпенка-Карого.

## Життєпис

Могила Валентини Зимньої, Байкове кладовище

1950 року закінчила Київський театральний інститут. З 1969 року його викладачка (професор із 1991 року). Серед учнів — Володимир Абазопуло, Вовкун Василь, Середа Андрій, Капінос Інна, Жирко Тарас, Санін Олесь, Стригун Назар, Мага Петро, Орліченко Світлана, Єгорова Сніжана, Нищук Євген, Ребрик Ліліана, Анатолій Гнатюк, Сергій Калантай,Тарас Цимбалюк.
У 1950—1969 роках — акторка Чернівецького українського музично-драматичного театру.
Померла на 92-му році життя 18 липня 2019 року у Києві. Похована на Байковому кладовищі (ділянка № 33, 50°25′3.4″ пн. ш. 30°30′7.19″ сх. д. / 50.417611° пн. ш. 30.5019972° сх. д.).

## Ролі та вистави
- Тетяна («У неділю рано зілля копала» за Ольгою Кобилянською).
- Анна («Земля» за Ольгою Кобилянською).
- Санда («Вовчиха» за Ольгою Кобилянською).
- Леся («Леся» Андрієвич).
- Катрина («Матінка Кураж і її діти» Брехта).

На сцені навчального театру-студії Київського театрального інституту поставила:
- «Через честь» О. Ширван-заде (1976),
- «Іменем землі і сонця» І. Друце (1980),
- «Безталанна» Івана Карпенка-Карого (1980),
- «Чотири краплі» Віктора Розова (1984),
- «Гніздо глухаря» Віктора Розова (1988),
- «На перші гулі» Степана Васильченка (1993).

## Відзнаки
- 2012 — Лауреатка Всеукраїнської премії «Жінка ІІІ тисячоліття» в номінації «Знакова постать»
- 2016 — Відзнака Президента України — ювілейна медаль «25 років незалежності України»[2]